# IMARE
Das IMARE – Institut für Marine Ressourcen war ein anwendungsorientiertes Forschungsinstitut in Bremerhaven. Es nutzte verschiedene Bereiche aus der Meeresforschung, um diese direkt in den verschiedensten Wirtschaftsbereichen einzusetzen. Ziel war hierbei, die Lücke zwischen Forschung und Wirtschaft zu schließen. Weitere Ziele waren umweltschonende Produkt- und Prozesskonzepte und die nachhaltige Nutzung der marinen Ressourcen. Das Imare basierte auf einer gemeinsamen Initiative des Alfred-Wegener-Instituts für Polar- und Meeresforschung (AWI) und der Hochschule Bremerhaven zum Zweck des unmittelbaren Technologietransfers in die Unternehmen. Das Imare  wurde am 1. Januar 2009 als GmbH gegründet und war zugleich An-Institut der Hochschule Bremerhaven. Durch Beschluss der Gesellschafterversammlung am 14. Dezember 2016 wurde das IMARE mit Wirkung zum 31. Dezember 2016 aufgelöst.

## Geschichte
Der Senator für Bildung und Wissenschaft der Freien Hansestadt Bremen und der Bremerhavener Magistrat ermöglichten in den Jahren 2007/2008 die Gründung des neuen Instituts für Marine Ressourcen – Imare – als In-Institut an der Hochschule Bremerhaven in Kooperation mit dem Alfred-Wegener-Institut. Ziel war es, die anwendungsorientierte maritime Grundlagenforschung in Bremen und Bremerhaven kontinuierlich in die Entwicklung neuer Produkte und Verfahren einfließen zu lassen und so die Meereswissenschaften für Marktinnovationen zu erschließen. Das Imare diente hierbei als Katalysator, um wissenschaftlich fundiertes Know-how, insbesondere im Kompetenznetzwerk maritime Ressourcen und Technologien bekannt und sofort einsetzbar zu machen.
Zum 1. Januar 2009 wurde die gemeinnützige Imare GmbH gegründet. Diese transferierte in der Bremer Region vorhandene Forschungsexpertisen im maritimen Bereich in den industriellen und unternehmerischen Raum. Ihr Aufbau wurde bis zum Jahr 2013 durch den Europäischen Fonds für Regionale Entwicklung gefördert. Gesellschafter waren der Verein zur Förderung der wissenschaftlichen Forschung in der Freien Hansestadt Bremen e. V., die Hochschule Bremerhaven und das Alfred-Wegener-Institut für Polar- und Meeresforschung. Das Imare war zugleich An-Institut der Hochschule Bremerhaven.

## Forschung und Entwicklung, Schwerpunkte

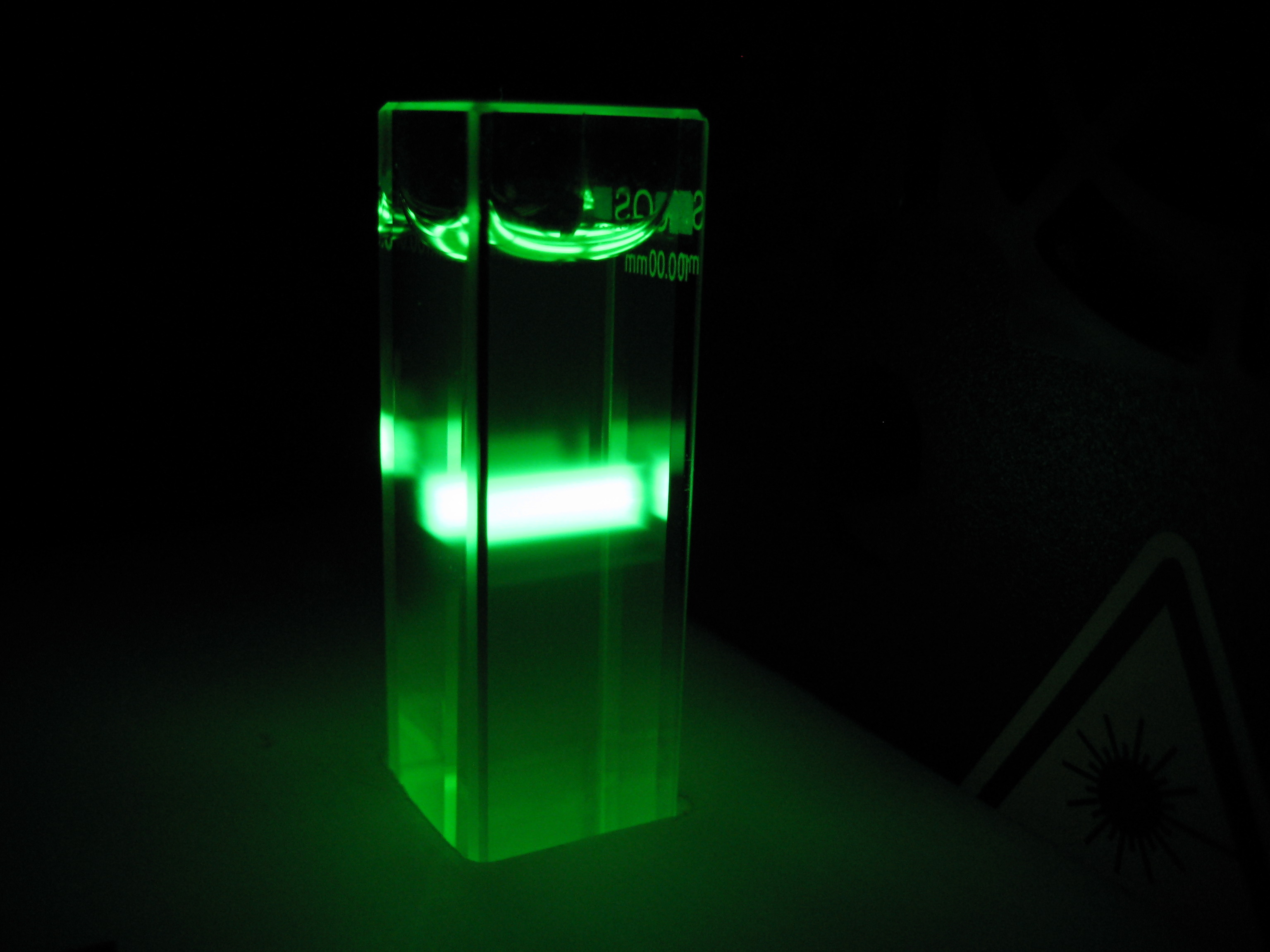
UV-angeregte Fluoreszenz im Labor für Marine Physik und Sensorik

Das Imare gliederte sich in die Abteilungen Marine Physik und Sensorik, Marine Aquakultur, Biodiagnostik, Marine Strukturen sowie Blaue Bioindustrie. Es war in diesen Kompetenzfeldern sowohl beratend als auch im Forschungs- und Entwicklungsbereich tätig.

### Marine Physik und Sensorik

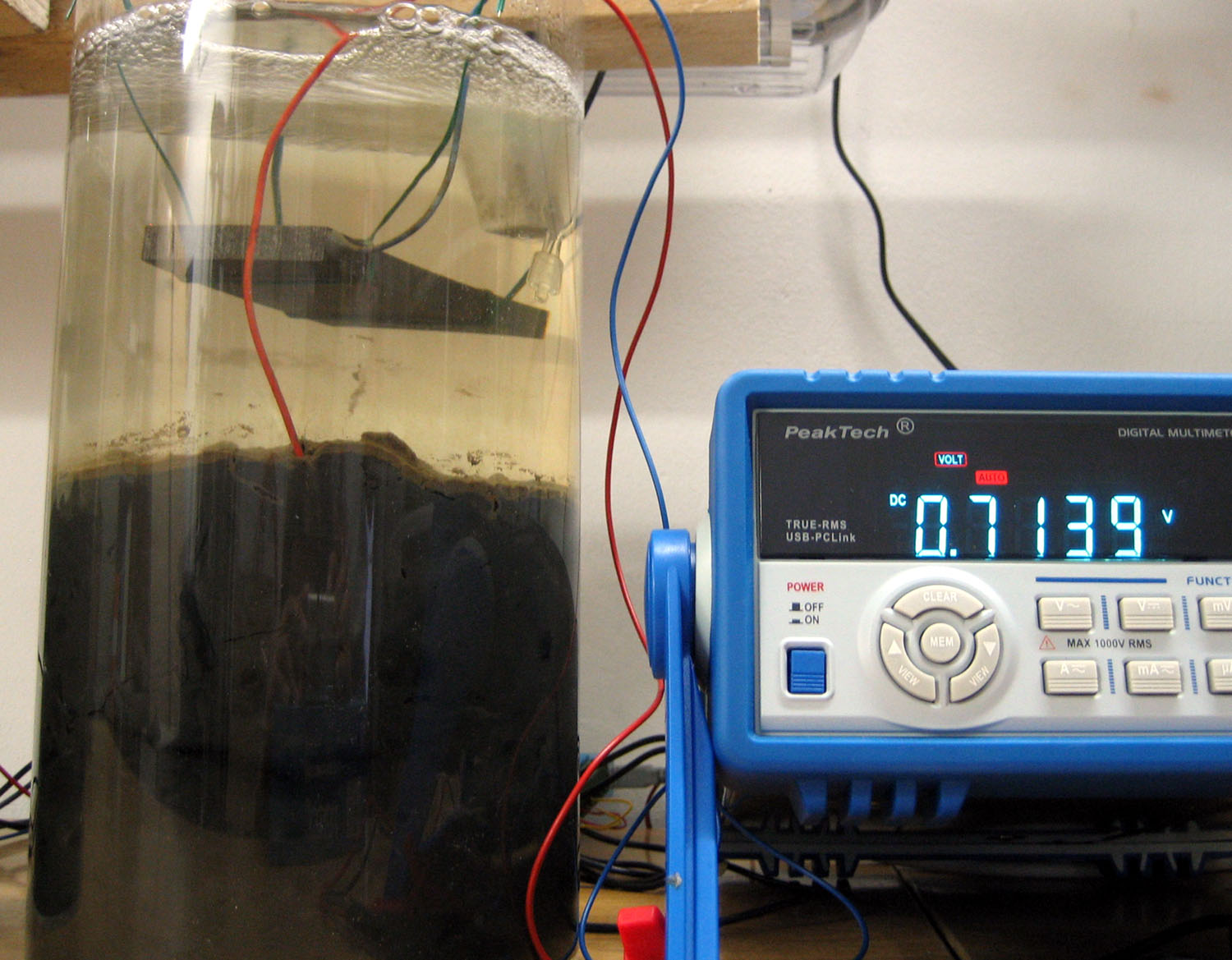
Untersuchungen zur Verwendung einer Sedimentbatterie als alternative Energiequelle im marinen Umfeld (Blaue Bioindustrie)

Die Abteilung Marine Physik und Sensorik nutzte sowohl standardisierte Methoden als auch neue Ansätze zur Überwachung der Meere, zum Umweltschutz und zum nachhaltigen Management aquatischer Ressourcen. Ein besonderer Schwerpunkt lag in der Detektion von Substanzen und Organismen mit bio-optischen Sensoren und bildgebenden Verfahren. Dies umfasste die berührungsfreie Analyse von Kleinstlebewesen (z. B.: Zooplankton) und suspensierten Substanzen wie Gelbstoff, Nitrat, Phosphat und Ammonium. Ein weiterer Fokus lag auf der Detektion von Gefahrenstoffen  und -ereignissen wie Ölverschmutzungen und Algenblüten.

#### Biodiagnostik

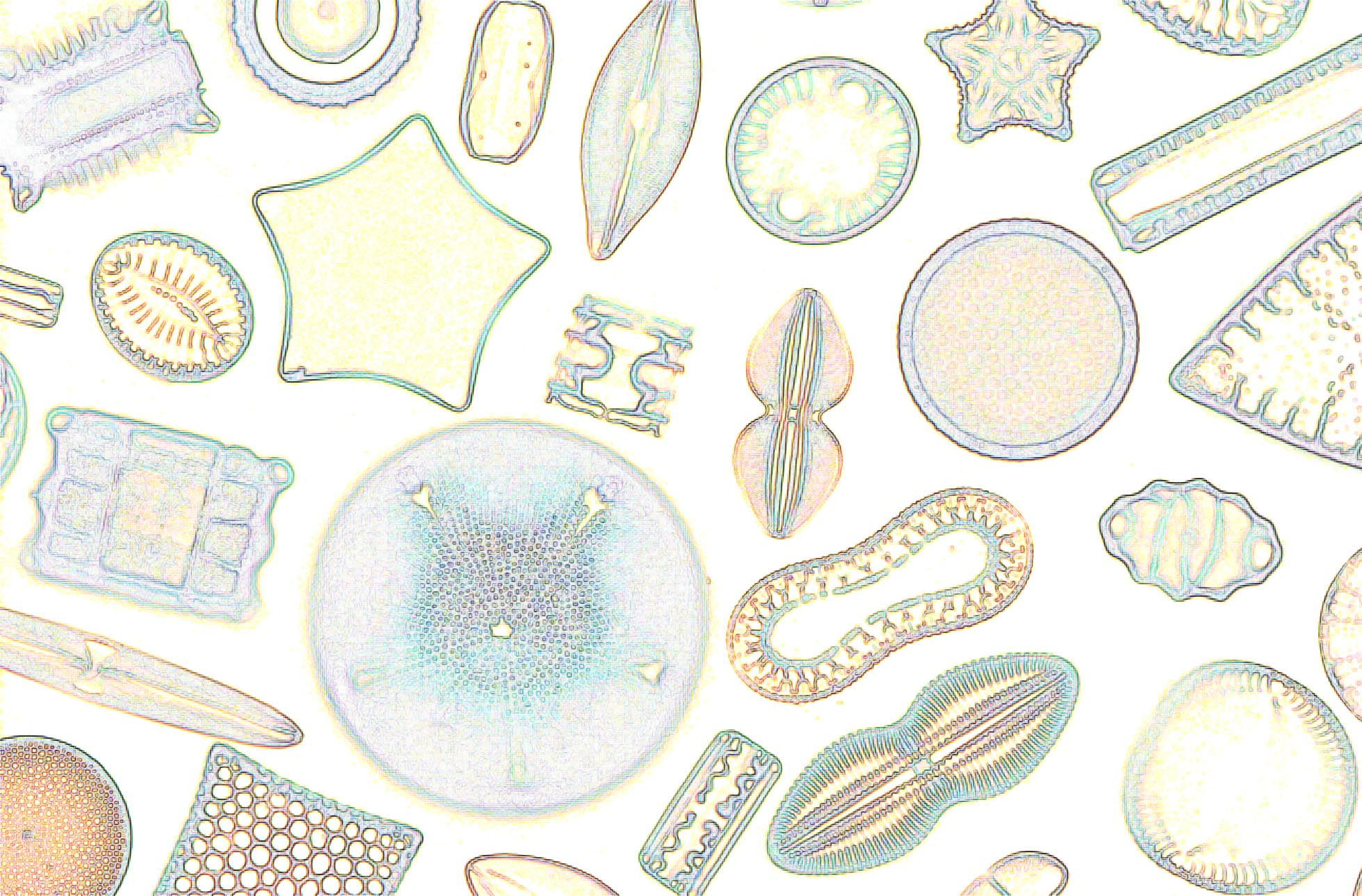
Kieselalgen unter dem Mikroskop.

Die marine Biodiagnostik des IMARE befasste sich mit dem biologischen Effektmonitoring im Bereich der Entwicklung und Anwendung von Biomarkern und Bioassays (ICES-OSPAR, EU-Richtlinien, REACH, OECD). Weiterhin wurden Tests zur biologischen und toxischen Wirkung von neuen Chemikalien, Nanomaterialien und Mikroplastik in aquatischen Organismen (Bioindikatoren) durchgeführt. Einen Schwerpunkt bildete dabei die Neuentwicklung von Microarrays, Toxsensoren und Biosensoren für die Detektion von Chemikalien und Pathogenen in verschiedenen Medien sowie die Entwicklung von Monitoring-Strategien für die Küsten- und Meeresgebiete verschiedener Klimazonen. Es wurden Gutachten im Bereich des Umweltschutzes und bei Sanierungsmaßnahmen, wie z. B.  Munitionsaltlasten, Ölförderung, Offshore-Strukturen oder Hafensanierungen erstellt.

Seit dem 1. Januar 2011 existierte die Biodiagnostik nicht mehr als eigenständige Abteilung. Die Aufgabengebiete und Projekte der Abteilung wurden an die Abteilung Marine Physik und Sensorik angegliedert.

### Marine Aquakultur

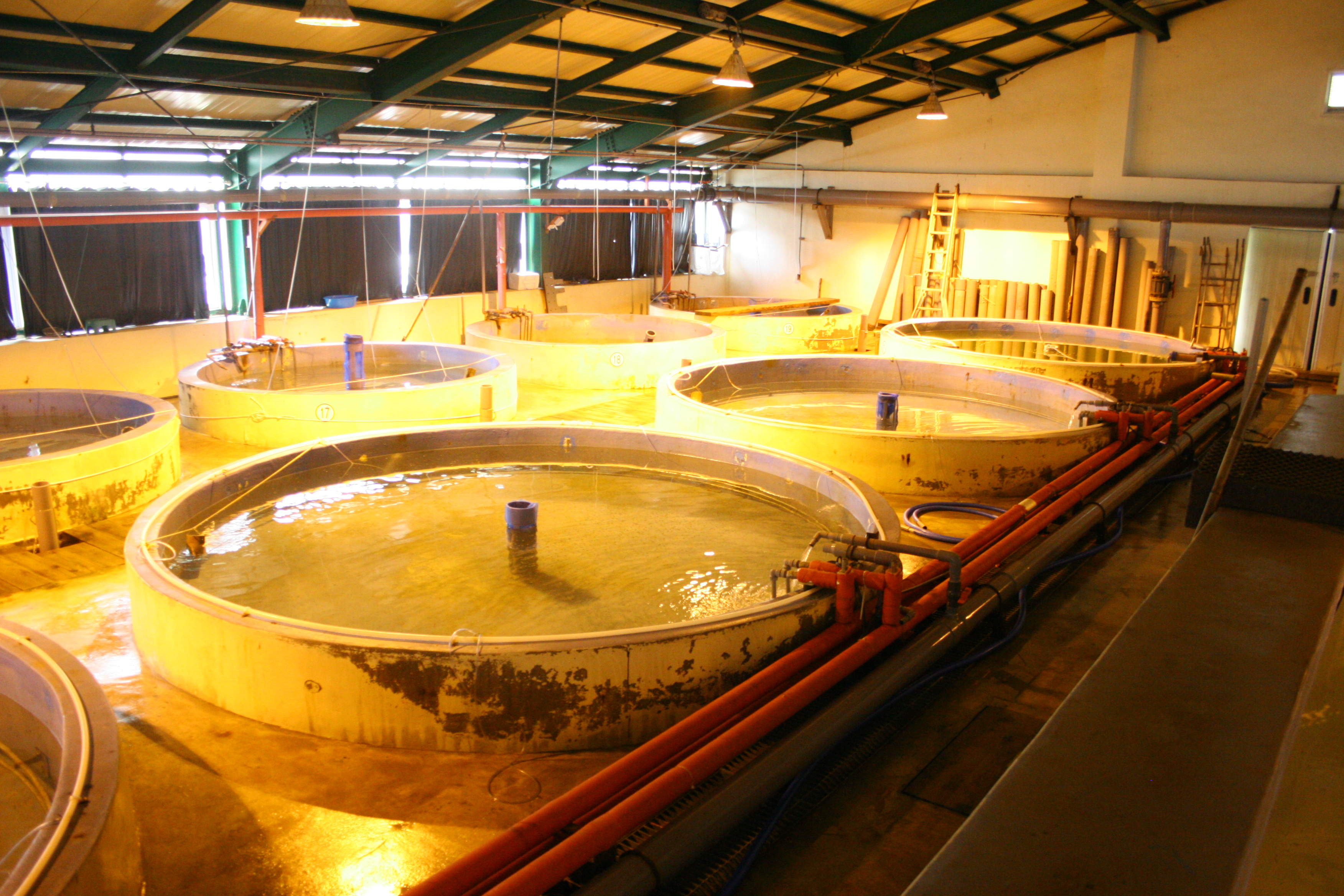
Unabhängig von der Umwelt können in Kreislaufanlagen Fische und andere Meerestiere unter Optimalbedingungen gezüchtet werden.

Die kommerzielle Zucht von Meeresorganismen wird überwiegend in Küstenländern betrieben. Die Marikultur konzentriert sich meist auf küstennahe Bereiche oder landgestützte Durchfluss- oder Kreislaufanlagen. Seit einiger Zeit wird die Kultur von marinen Organismen, abgekoppelt von der natürlichen Meeresumwelt, in Kreislaufanlagen stärker ausgebaut, da diese standortunabhängig sind und die Kulturbedingungen für jeden Organismus optimal eingestellt werden können. Die Kulturanlagen im Meer beschränken sich auf geschützte Gebiete unmittelbar vor der Küste sowie den gesamten Inshore-Bereich (Fjorde, Buchten, Rias). Hier wurden Käfiganlagen für Fische und Langleinen-, Pfahl-, Floß- und Laternensysteme für die Zucht von Muscheln und Makroalgen betrieben.

### Bionischer Leichtbau
In der Abteilung Bionischer Leichtbau wurden die Schalen von marinen Planktonorganismen wie Diatomeen und Radiolarien mit ihren komplexen, effizienten Leichtbaustrukturen genutzt, um effektivere Konstruktionen zu entwickeln. Das entsprechende technische Verfahren (Wortmarke ELiSE, Evolutionary Light Structure Engineering) aus dem Bereich der Bionik ist in einem Patent beschrieben. Der Leichtbauansatz erweitert gängige Optimierungsverfahren wie CAO/SKO oder genetische Algorithmen insofern, als eine Vielzahl an voroptimierten Lösungen zur Verfügung gestellt wird, die mit eingeführten Verfahren an die jeweiligen technischen Anforderungen angepasst werden. Dementsprechend wurden bei Bedarf jeweils mehrere Lösungen für ein spezifisches Problem erzeugt. Aufgrund einer großen Vielfalt an Leichtbauformen konnte das Verfahren branchenübergreifend eingesetzt werden. Beispiele sind hier die Automobilindustrie, Architektur und Offshoretechnik.
Neben diesem rein geometrischen Ansatz wurden die artspezifischen, komplexen Exoskelette verschiedener Planktonorganismen mit Hilfe eines biotechnologischen Auswahl- und Modifikationsverfahrens als 3-D-Objekte mit spezifischen, unverwechselbaren Sicherheitsmerkmalen für den Produkt- und Markenschutz entwickelt.

### Blaue Bioindustrie
Die Blaue Bioindustrie entwickelte Konzepte zum umweltverträglichen Umgang mit Biofouling und zur Nutzung von Biofilmen für die mikrobielle Energiegewinnung in aquatischer Umgebung in Form von Sedimentbatterien. Schwerpunkte waren die Diagnose mikrobieller Gemeinschaften auf Bioelektroden und Bewuchsschutzbeschichtungen, Analyse von hydromechanischen Lasten auf bewachsenen Oberflächen und die Entwicklung funktioneller Oberflächen zur Steuerung des Biofoulings. Zu den Anwendungsfeldern zählten sensorische Sensortechnik, Offshore-Meeresenergie, Freiwasser-Aquakultur und Meerwasserentsalzung.

## Internationale Konferenz - 'Marine Resources and Beyond'
Das Institut veranstaltete die erste internationale Konferenz 'Marine Resources and Beyond' in Bremerhaven vom 5.–7. September 2011.
Unter Einbeziehung regionaler Forschungseinrichtungen und Unternehmen sollte eine positive Weiterentwicklung der Gesamtthematik und eine Stärkung des marinen Innovationsraumes Bremerhaven/Bremen erreicht werden. Die Konferenz war in verschiedene Arbeitssitzungen (Sessions) unterteilt, die durch die einzelnen Abteilungen des IMARE unter Einbindung weiterer Partner initiiert wurden. Geplant waren Sessions zu den Themen:
- Blue Photonics - Optics in the Sea
- Mariculture Innovations
- Bionic Lightweight Structures
- Bioengineering Aquatic Environments
- Biosensors

Es gab auch zusammenfassende und sessionsübergreifende Veranstaltungselemente mit dem Ziel, internationale Netzwerke zu schaffen und Synergien zu befördern. Hierzu gehörten der Icebreaker, gemeinsame Eröffnungsreden, ein gemeinsames Konferenzdinner oder die Zusammenführung von Sessions in einzelnen Teilen.
Veranstaltungsort war das Atlantic Hotel Sail City in Bremerhaven.

## Mitarbeiter und Leitung
Im November 2010 waren am Imare 35 Mitarbeiter beschäftigt, davon 90 Prozent im wissenschaftlich-technischen Bereich. Wissenschaftlicher Geschäftsführer und Institutsleiter war Gerold Wefer. Kaufmännische Geschäftsführerin war Birgit Borowy, die nach der Auflösung zur Liquidatorin bestellt wurde.